# Michael Stipe
John Michael Stipe (* 4. ledna 1960 Decatur, Georgie) je americký zpěvák, hudební skladatel a umělec, nejlépe známý jako zpěvák a textař alternativní rockové skupiny R.E.M. Je známý také pro svou výraznou kvalitu vokálu, poetické texty a jedinečnou pódiovou přítomnost. Jako člen R.E.M. byl v roce 2007 uveden do Rock and Roll Hall of Fame. Svým zpěvem ovlivnil širokou škálu umělců, včetně Kurta Cobaina ze skupiny Nirvana a Thoma Yorka z Radiohead.

## Kariéra
V roce 1980, v době kdy studoval fotografii a malbu na University of Georgia se seznámil s Peterem Buckem, Billem Berrym a Mikem Millsem. Společně založili skupinu R.E.M. a svůj první singl „Radio Free Europe“ vydali pod labelem Hib-Tone. Singl dosáhl úspěchu na univerzitním rádiu a skupina podepsala smlouvu s I.R.S. Records, u které vydala o rok později EP Chronic Town. V roce 1983 vydali debutové album Murmur, které následovala série dalších alb, pozitivně hodnocených kritikou. Několik úspěšných singlů a jeho aktivismus mu přinesly úspěch a oddané fanoušky celého světa. Mezi jeho přátelé patřili například River Phoenix, jemuž bylo věnováno album Monster a zpěvák Kurt Cobain, jehož dceři Frances Cobainové je kmotrem. Společně s Kurtem Cobainem plánovali hudební spolupráci, ale k realizaci kvůli sebevraždě Kurta Cobaina nedošlo.
Velkým zdrojem inspirace pro něho byla zpěvačka Patti Smith a její debutové album Horses, které v mládí poslouchal. Patti Smith zpívá doprovodné vokály na písni R.E.M. „E-Bow the Letter“. Celá skupina má přátelské vztahy také se skupinou Radiohead, která jim v roce 1995 dělala předkapelu na turné. V roce 2003 během turné zpíval na některých koncertech skupiny Radiohead píseň „Lucky“. Název a text písně „How to Disappear Completely“ pochází z rady, kterou dal Stipe Yorkeovi, když trpěl depresí.

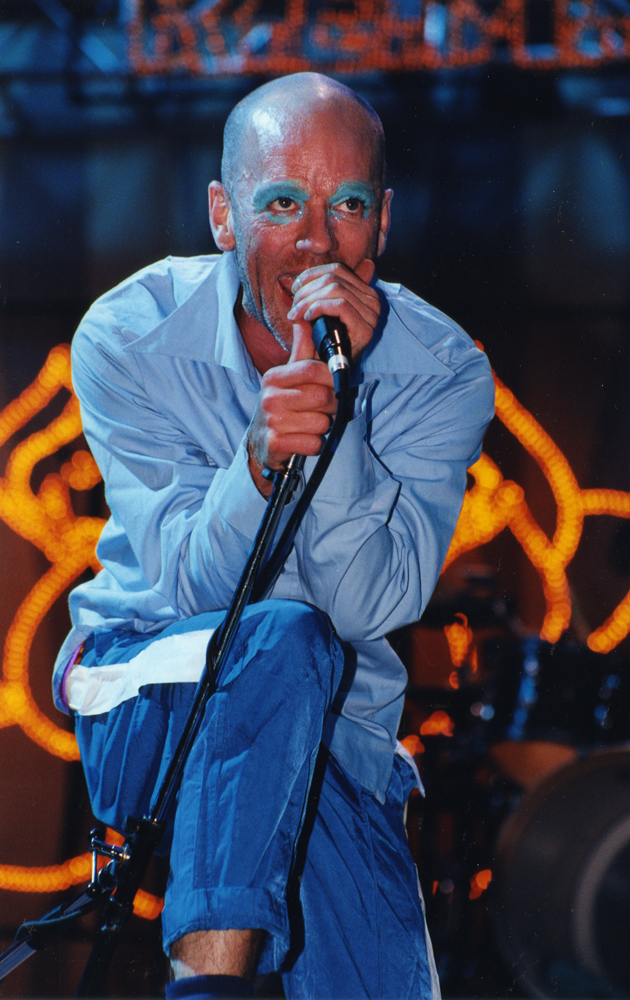
Michael Stipe

Velice blízký si byl se zpěvačkou Natalií Merchant, se kterou natočil i několik písní, mezi nimi i píseň „Photograph“, která byla zařazena na benefiční album Born to Choose propagující hnutí pro-choice. Oba také vystoupili společně s Peterem Gabrielem.
V roce 1998 vydal kolekci s názvem „Two Times Intro: On the Road with Patti Smith“. Začal také spolupracovat se společností Single Cell a podílel se na produkci několika jejich filmů a to Sametová extáze, V kůži Johna Malkoviche a American Movie v roce 1999, Americké psycho v roce 2000 a Saved! v roce 2004.
Je autorem jednoho haiku v knize poezie The Haiku Year vydanou nakladatelstvím Soft Skull Press.
V roce 2006 vydal EP, které obsahovalo šest různých cover verzí písně Josepha Arthura „In the Sun“ pro humanitární organizace pomáhající obětem hurikánu Katrina. Verze, kterou natočil se zpěvákem Coldplay Chrisem Martinem, se na kanadském žebříčku dostala první pozici. V témže roce se objevil na albu Meds skupiny Placebo, pro kterou spolu s Brianem Molkem nazpíval píseň "Broken Promise". V roce 2006 také zpíval píseň "L'Hôtel" na albu Monsieur Gainsbourg Revisited věnovaném památce Serge Gainsbourga a píseň „Dancing on the Lip of a Volcano“ na albu One Day It Will Please Us to Remember Even This skupiny New York Dolls.